# Crianlarich
Crianlarich ist ein Dorf in der Council Area Stirling und in der traditionellen Grafschaft Perthshire in Schottland, etwa zehn Kilometer nordöstlich des Loch Lomond. Der Name des Dorfes leitet sich vom gälischen Wort „chrionláraich“ (Tiefpass) ab, das in Zusammenhang mit der Lage des Dorfes am Schnittpunkt zweier Täler steht.

## Lage
Es liegt im Tal Strath Fillan im nordwestlichen Ausläufer der Trossachs und im Schatten einiger Munro-Gipfel. Erwähnenswert sind beispielsweise Ben More, aber auch Stob Binnein und Cruach Ardrain. Crianlarich liegt am Fernwanderweg West Highland Way und markiert dort etwa die Mitte des Weges. Das Dorf bezeichnet sich selbst als „Tor zu den Highlands“. Eine nicht unumstrittene Bezeichnung, da beispielsweise Pitlochry und Dunoon sich ebenfalls so nennen.

## Verkehr
Crianlarich ist seit Jahrhunderten und aufgrund der Bahnstation bis heute ein wichtiger Knotenpunkt für Reisen in Schottland nach Norden und Westen. In den 1750er Jahren trafen sich zwei alte Militärstraßen im Dorf. Im neunzehnten Jahrhundert wurde das Dorf über die West Highland Line an die Eisenbahn angeschlossen und so eine Bahnverbindung nach Glasgow ermöglicht. Heute trennt sich die Linie in ihre Zweige nach Oban beziehungsweise Fort William in Crianlarich. Die wichtigen Straßen A82 und A85 kreuzen sich ebenfalls im Ort. Per Fernbus ist Crianlarich umsteigefrei mit Glasgow, Edinburgh und Fort William verbunden.

## Ortsbild

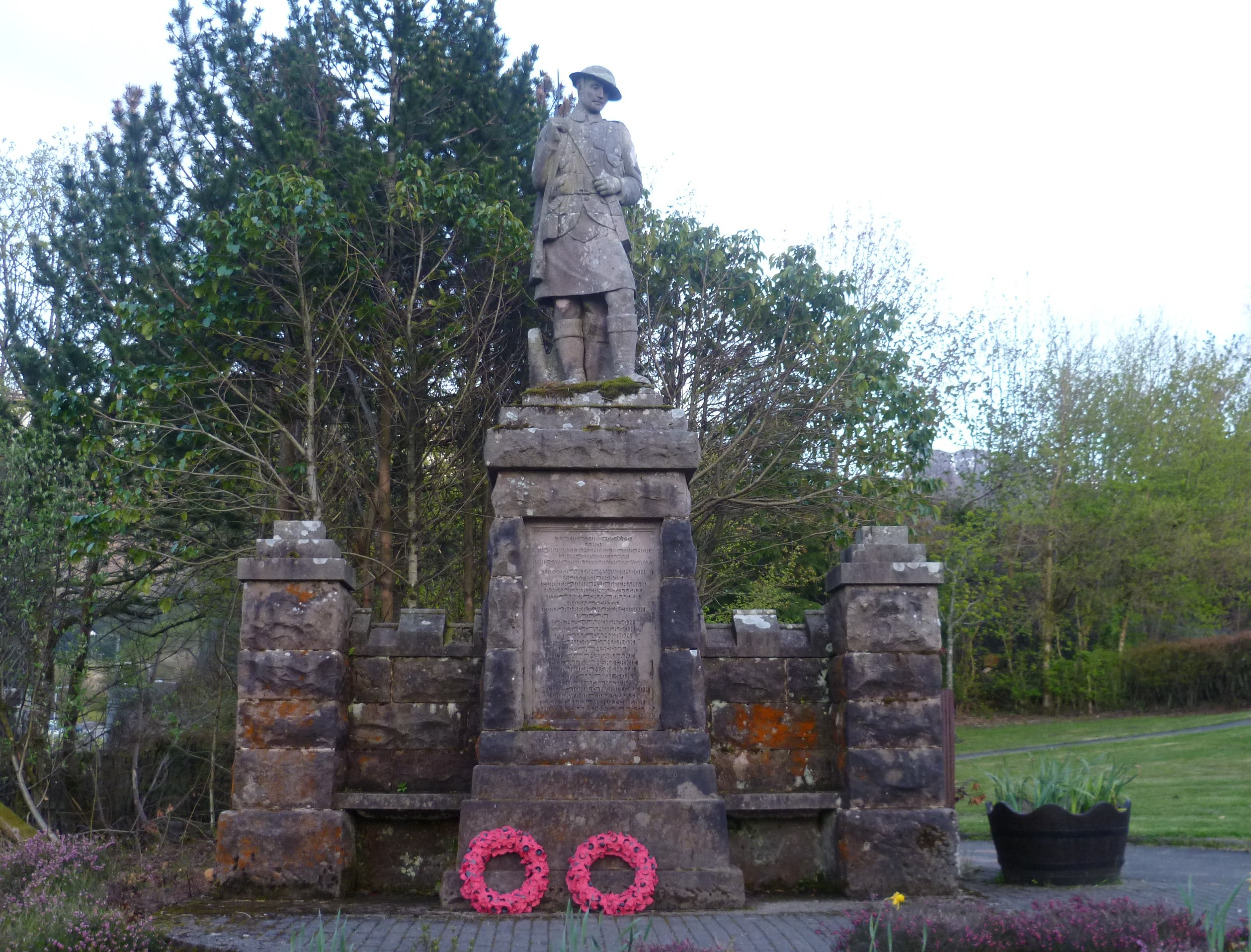
Crianlarich War Memorial

Die meisten Gebäude in Crianlarich liegen an der A85 kurz vor ihrer Einmündung in die A82. Im Ort gibt es neben einigen Wohnhäusern eine Polizeistation, Bed-and-Breakfast-Unterkünfte, eine Jugendherberge, ein Hotel, eine Grundschule, einige Pubs sowie einen kleinen Dorfladen. Crianlarich verfügt über nur wenig historische Bausubstanz und besteht vor allem aus Zweckbauten des 20. Jahrhunderts. Die Kirche wurde im Jahre 2024 geschlossen und zum Verkauf ausgeschrieben.
2001 lebten 185 Menschen in Crianlarich.